# Джорджа Мелоні
Джо́рджа Мело́ні (італ. Giorgia Meloni; нар. 15 січня 1977 , Рим, Італія ) — італійська політична діячка, журналістка, перша в історії жінка на посаді голови Ради міністрів Італії з 22 жовтня 2022 року, колишня міністерка у справах молоді в четвертому уряді Сільвіо Берлусконі (2008—2011). Член Палати депутатів Італії (з 2006) й очільниця партії «Брати Італії» (з 2014) та Альянсу європейських консерваторів і реформістів (з 2020 року). 2024 року журнал Forbes назвав Мелоні третьою найсильнішою жінкою у світі, а журнал Times – однією з найвпливовіших осіб у світі.
Починала політичну кар'єру з членства в Фронту молоді, молодіжного крила Італійського соціального руху, неофашистської організації, згодом національно-консервативної політичної партії, створенної в 1946 послідовниками італійського фашизму. Пізніше стала головою молодіжного руху Студентська дія партії Національного альянсу, профашистської організації, що стала наступницею Італійського соціалістичного руху та яка пізніше перейшла до націонал-консерватизму. З 1998 по 2002 рік займала посаду радниці провінції Риму, після цього стала президентом Юнацького руху, молодіжного крила Національного альянсу. В 2012 році співзаснувала ультраправу партію Брати Італії, ще одну правонаступницю Національного альянсу, та через два роки очолила її. Під час зростання пандемії COVID-19 партія набула популярності серед опитувань. В 2022 році Джоджа Мелоні разом зі своєю партією перемогла на тогорічних президентських виборах.
За поглядами Джорджа Мелоні є консерваторкою, що описує себе як християнку та стверджує, що захищає "Бога, батьківщину та сім'ю" й виступає проти евтаназій, абортів, одностатевих шлюбів та виховання дітей одностатевими парами, разом із цим критикує глобалізм. Також вона підтримує блокаду нелегальної міграції. Попри прояви скептецизму до Європейського союзу, вона виступає в підтримку НАТО. Раніше вона виступала за покращення відносин з Росією, однак після початку повномасштабного російського вторгнення в Україну змінила свою політику на користь України та надсилання їй військової допомоги.

## Життєпис
Джорджа Мелоні народилася в Римі 15 січня 1977 року. Її батько, Франческо Мелоні, уродженець Сардинії, податковий консультант, покинув сім'ю, коли Джорджі був лише рік, і переїхав на Канарські острови. Вона відвідувала його там щороку до їхньої останньої зустрічі в 1989 році, яка призвела до суперечки й змусила її розірвати з ним контакт. В інтерв'ю 2006 року Мелоні описала батька як переконаного комуніста. Розлука з батьком, яку вона подолала через роки, значно сформувала її «бойовий» характер, за її власними твердженнями.
Її мати, Анна Параторе, походила із Сицилії й була пов'язана з неофашистським Італійським соціальним рухом (італ. Movimento Sociale Italiano), а згодом продовжила співпрацю з його наступницею, партією «Націоналістичний альянс». Під псевдонімом Джозі Белл її мати написала понад 140 романтичних романів.
У 15 років Мелоні приєдналася до молодіжної організації Італійського соціального руху під назвою Fronte della Gioventù. Мелоні відвідувала середню школу з вивченням сучасних мов, яку закінчила з найкращими оцінками. Під час навчання вона заснувала й організувала протестний рух під назвою «Gli Antenati» проти шкільної реформи, ініційованої християнсько-демократичною міністеркою освіти Розою Руссо Ерволіно (італ. Rosa Russo Iervolino). У 1996 році закінчила мовні курси в готельній школі. За власними твердженнями, працювала офіціанткою, барвумен у нічному клубі Piper, нянею в родині телеведучого Фіорелло. З 2006 року зареєстрована в Асоціації журналістів Лаціо.
Окрім італійської, Мелоні вільно володіє англійською, французькою та іспанською мовами. У шлюбі з журналістом Андреа Джамбруно, з яким мають доньку. Вона дотримується римо-католицької віри. Її сестра Аріанна одружена з Франческо Лоллобриджида, який був парламентським лідером партії «Брати Італії» з 2018 до 2022 року. З жовтня 2022 року її зять обіймає посаду міністра сільського господарства в її кабінеті.

## Політична кар'єра
У 1996 році Джорджа Мелоні була обрана до керівництва «Azione Studentesca», студентської організації партії «Alleanza Nazionale». З 1998 до 2002 року вона була членкинею провінційної ради Риму від своєї партії. У 2000 році очолила «Azione Giovane», молодіжну організацію партії «Національна ліга», а у 2004 році була обрана її першою жінкою-президентом.
На парламентських виборах в Італії у 2006 році була обрана до Палати депутатів у виборчому окрузі Лація. За пропозицією голови партії Джанфранко Фіні обіймала посаду віцепрезидента, ставши наймолодшою депутаткою протягом 15-го законодавчого терміну (2006—2008 рр.). Після переобрання у 2008 році та перемоги правоцентристської коаліції Сільвіо Берлусконі «Popolo della Libertà» (PdL) обійняла посаду міністерки молоді та спорту, ставши наймолодшим міністром в історії Італійської Республіки у віці 31 року. Після злиття «Alleanza Nazionale» та «Forza Italia» в PdL у 2009 році стала лідеркою їхньої молодіжної організації «Giovane Italia», яку очолювала до 2012 року.
У 2012 році разом з Іньяціо Ла Русса та Гвідо Крозетто Мелоні заснувала партію «Брати Італії» (італ. «Fratelli d'Italia», FdI) і була обрана її лідеркою в 2014 році. Щодо заснування FdI Мелоні заявила, що праві були на межі зникнення наприкінці епохи Берлусконі, і вона та її колеги-співзасновники FdI не могли змиритися з думкою про те, що вони є поколінням, яке «вбило» правих у підручниках з історії. Вона хотіла зробити правих сильнішими, ніж будь-коли, і знову дати Італії патріотичний уряд.
На виборах до Європейського парламенту 2014 року Мелоні отримала 348 000 голосів, але її партія не змогла подолати 4 % бар'єр, необхідний для представництва в Європарламенті. На муніципальних виборах у Римі 2016 року вона балотувалася на посаду мера і посіла третє місце, отримавши 20,7 % голосів. З вересня 2020 року Мелоні є президентом європейської партії «Європейські консерватори та реформісти» (ECR). На парламентських виборах 2022 року Мелоні очолила свою партію як головна кандидат. Партія явно перемогла, отримавши приблизно 26 % голосів, значно випередивши інші партії.

## Голова Ради міністрів

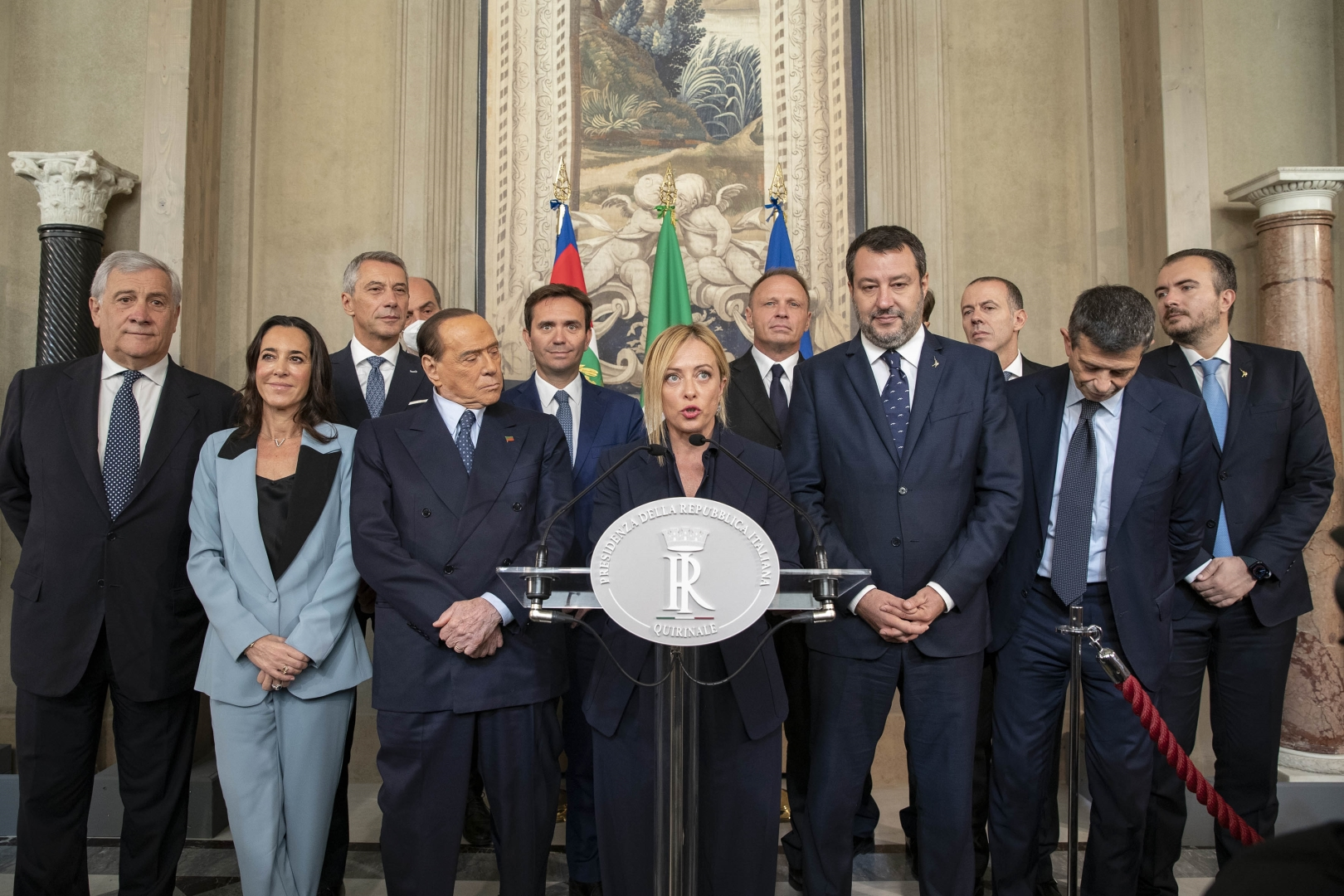
Мелоні з Маттео Сальвіні, Сільвіо Берлусконі та іншими представниками правоцентристської коаліції в Квіринальському палаці (2022)

20 жовтня президент Серджо Маттарелла розпочав переговори з політичними партіями про формування нового уряду. Наступного дня він запросив Мелоні до Квіринальського палацу і попросив її сформувати новий уряд. Вона прийняла запрошення і того ж дня оголосила склад свого кабінету, який було офіційно приведено до присяги 22 жовтня. Вона є першою жінкою, яка очолила італійський уряд. На цій посаді вона продовжує використовувати титул «il presidente del consiglio» (дослівно «Президент Ради міністрів») і прямо заявила, що не хоче, щоб її називали «la Presidente», хоча мовне товариство Accademia della Crusca підтвердило, що це можливо. Це рішення викликало критику з боку лівих кіл щодо невикористання неандроцентричної мови. На думку Frankfurter Allgemeine Zeitung, це був свідомо обраний символічний акт, щоб підкреслити важливість посади з усією її історичною вагою, а не зосереджуватися на особі, яка тимчасово обіймає цю посаду, та її статі.
У своїй інавгураційній промові в Палаті депутатів італійського парламенту Мелоні відмежувалася від фашизму і назвала італійські расові закони 1938 року «найнижчою точкою в італійській історії, ганьбою, яку італійський народ повинен нести вічно». Вона також оголосила про намір домогтися відновлення стандартів автономії Південного Тіролю, що призвело до суперечки з Австрією в ООН в 1992 році. Політичні оглядачі розцінили це як спробу переконати парламентарів неіталійських меншин у Південно-тірольській народній партії (SVP) утриматися від вотуму довіри. Міністр закордонних справ в уряді Мелоні Антоніо Таяні написав у Твіттері своєму австрійському колезі Александру Шалленбергу, висловивши готовність до співпраці у цьому питанні.
У листопаді 2022 року між Мелоні та президентом Франції Еммануелем Макроном виник конфлікт щодо міграції та середземноморського маршруту до ЄС, її причин, а також прийому та розподілу біженців у контексті європейської міграційної політики. Зрештою це призвело до компромісної пропозиції Європейської комісії. Водночас у соціальних мережах стало вірусним відео 2019 року, у якому Мелоні критикує сучасний французький колоніалізм у державах Західної Африки, де значну роль відіграє західноафриканський франк як інструмент експлуатації та причина міграції.
У вересні 2022 року Джорджа Мелоні заявила, що анексія Росією чотирьох частково окупованих областей на південному сході України не має «жодної юридичної та політичної цінності»
У грудні 2022 року журнал Forbes включив Мелоні до списку найвпливовіших жінок у світі, помістивши її на сьому позицію.

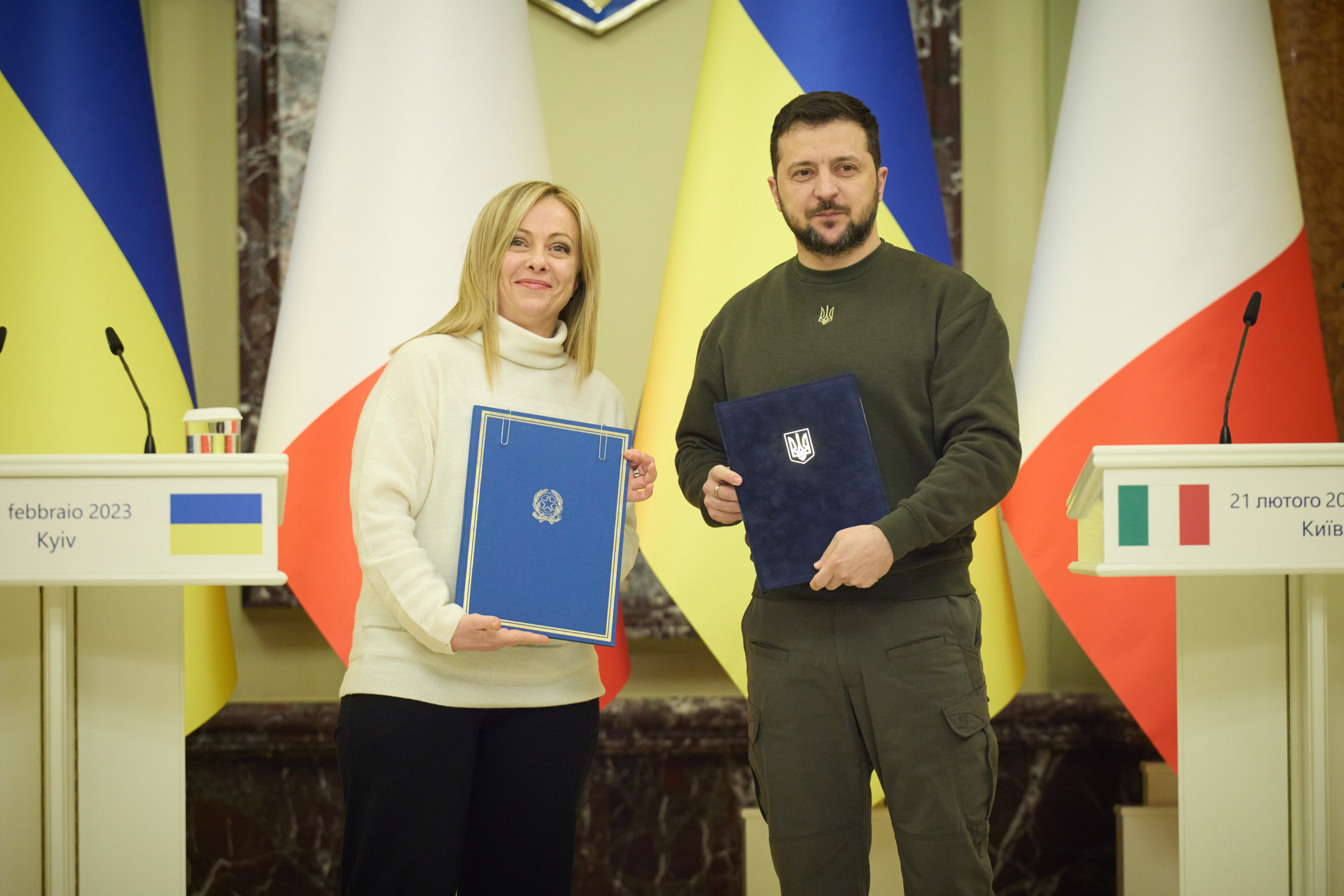
Мелоні з президентом України Володимиром Зеленським 21 лютого 2023 року

Хоча Сільвіо Берлусконі та Маттео Сальвіні, лідери партій-партнерів по коаліції, мали тісні зв'язки з президентом Росії Володимиром Путіним, уряд Мелоні підтримує Україну у війні проти Росії. Як прем'єр-міністерка, Мелоні продовжила зовнішню допомогу Україні, розпочату попереднім урядом на чолі з Маріо Драґі. Вона також висловила підтримку наданню Україні статусу кандидата на членство в ЄС.
22 жовтня 2022 року Джорджа Мелоні разом зі своїми міністрами склала присягу в Палаццо дель Квірінале, як прем'єр-міністр, започаткувавши таким чином уряд Мелоні, перший в історії Італії, очолюваний жінкою, і майже через 11 років після уряду Берлусконі IV, який до того часу був останнім виконавчим органом правоцентристської коаліції в Італії .
23 жовтня відбулася церемонія дзвону між Мелоні та прем'єр-міністром Маріо Драгі, який залишає посаду, а невдовзі після цього нова прем'єрка відкрила перше засідання Ради міністрів.
Після початку роботи очолюваного нею уряду журнал Forbes визнав Мелоні сьомою найвпливовішою жінкою світу у 2022 році; у грудні 2023 року вона піднялася на четверту позицію, ставши першою і єдиною італійкою, яка посіла цю посаду. Наприкінці листопада 2023 року журнал Politico поставив її на перше місце у списку найконкретніших лідерів Європи . У квітні 2024 року американський часопис «Тайм» включив її до переліку 100 найвпливовіших людей планети.
28 квітня 2024 напередодні європейських виборів Мелоні оголосила свою кандидатуру як лідерки своєї партії, заявляючи, що в разі обрання відмовиться від європейського мандата, щоб зберегти посаду глави уряду. 23 вересня 2024 року Атлантична рада удостоїла її нагороди Global Citizen Awards, щоб відзначити "найвище вираження глобального громадянства [...], визнаючи досягнення ключових глобальних громадян, які прагнуть поліпшити стан світу ."

## Політичні переконання
Серед політичних позицій Джорджі Мелоні можна відзначити:
- Пропозиція не притягувати до відповідальності за катування, стверджуючи, що це заважає офіцерам виконувати свою роботу.[49]
- Пропозиція скасувати закон Манчіно (італ. Legge Mancino), спрямований на боротьбу з дискримінаційними діями та проявами на расовому, етнічному та релігійному ґрунті.[50]
- Виступ проти одностатевих шлюбів, усиновлення для одностатевих пар та заходів щодо боротьби та запобігання гомофобії та трансфобії.[51][52]
- Опозиція до неєвропейської імміграції, пропозиція морської блокади Середземного моря та зведення стін на національних кордонах.[53][54]
- Пропозиція криміналізувати ісламський фундаменталізм, заборона на носіння певних видів ісламських чадр мусульманками і проповідь імамів іншими мовами, окрім італійської.[55][56]
- Опозиція до легалізації евтаназії, канабісу та сурогатного материнства.[57]
- Виступає проти курсів сексуальної освіти в початкових школах і гендерних досліджень, стверджуючи, що вони можуть дати молодим людям хибне уявлення про їхню сексуальну ідентичність.[58][59]
- Підтримує політику, спрямовану на підвищення народжуваності, обмеження права на аборт та розвиток економічної інфраструктури, пов'язаної з морем.[60]
- Виступає за прямі вибори президента республіки та конституційну реформу в президентському напрямку.[61]
- На міжнародній арені має позитивні відносини з різними європейськими правими та ультраправими політиками і займає проатлантичну позицію, висловлюючи повне засудження російського вторгнення в Україну в лютому 2022 року.[62]
- Після заяв Емманюеля Макрона про відправку війська в Україну виступила проти того, щоб країни Європи відправляли війська. Вважає, що це призведе до ескалації, але на цей час переговори з Володимиром Путіним вважає марними.[63]

### Мелоні іфашизм
Джорджа Мелоні та її партія Брати Італії відомі своїми суперечливими заявами та зв'язками з неофашистською ідеологічною доктриною.
У 1996 році в інтерв'ю французькому телеканалу Soir 3 вона назвала італійського фашистського диктатора Беніто Муссоліні, що звинувачується багатьма істориками у багатьох воєнних злочинах, підписував антиєврейські та расистські закони,, здійснив агресивний напад на Ефіопію та брав участь у агресивному нападі на Радянський Союз і окупації територій України і РРФСР «хорошим політиком, який все робив для Італії» та найкращим політиком за останні 50 років.

## Особисте життя
Мелоні — палка прихильниця фентезі, зокрема «Володаря перснів» Джона Р. Р. Толкіна. Бувши молодіжною активісткою Італійського соціального руху (MSI), вона відвідала фестиваль Camp Hobbit і співала разом з ультраправим фольк гуртом Compagnia dell'Anello, названим на честь Братства Персня. Пізніше вона назвала свою політичну конференцію Atreju, на честь героя роману «Нескінченна історія». Мелоні в інтерв'ю The New York Times: «Я думаю, що Толкін міг би краще за нас сказати, у що вірять консерватори».
Окрім Толкіна, захоплюється британським консервативним філософом Роджером Скрутоном і сказала: «Якби я була британкою, я була б торі».

## Відзнаки, нагороди та визнання

### Нагороди
- Великий хрест Ордену Білої троянди Фінляндії (2023), Фінляндія [82].
- Орден Свободи (2024), Україна [83].

### Визнання
- Рейтинг найвпливовіших людей Європи (2025) за версією Politico. The strongman [84].